# Elda Miers
Emma Elda Miers, coniugata Saldívar (Asunción, 19 dicembre 1936 – 13 luglio 2022), è stata una cestista paraguaiana.

## Carriera
Con il Paraguay ha disputato i Campionati del mondo del 1957 e ha vinto la medaglia d'oro ai Campionati sudamericani del 1962.